# Nova-Assis
Nova-Assis é uma comunidade do distrito do Deserto, no município de Itapipoca, no estado do Ceará. O primeiro nome da comunidade foi Barro, mudando para  Nova-Assis em homenagem a cidade de Assis, na Itália. O fundador de Nova - Assis foi João Teixeira Pinto, e que dá nome à escola da localidade. Seu filho, Padre Vicente Magalhães Teixeira, quis homenagear São Francisco de Assis, por isso o nome.